# 平塘大橋
平塘大橋は、中華人民共和国貴州省黔南プイ族ミャオ族自治州平塘県にある道路橋である。平塘羅甸高速道路が曹渡河の渓谷を渡る。この橋の高さは332mで世界第3位である。2019年12月30日に開通した。

## 構造
この橋は長さ2,100mの多径間斜張橋である 。主塔の高さは332mで世界第3位である。最も高い塔は同様の構造のミヨー橋より15m低い。この橋の路面は川から310m上にあり世界第20位である。この橋の建設費は15億元 (約2億1,500万米ドル)である。